# Mohamed Aziz Ghaffari
Pour les articles homonymes, voir Ghaffari.
Mohamed Aziz Ghaffari (arabe : محمد عزيز الغفاري), né le 19 février 2000, est un nageur tunisien.

## Carrière
Mohamed Aziz Ghaffari remporte trois médailles d'or (sur 200 et 400 mètres nage libre ainsi que sur le relais 4 x 100 mètres nage libre mixte), une médaille d'argent sur le relais 4 x 100 mètres nage libre ainsi qu'une médaille de bronze sur 100 mètres dos aux Jeux africains de la jeunesse de 2018 à Alger.
La même année, il obtient la médaille d'argent du relais 4 x 200 mètres nage libre ainsi que trois médailles de bronze, sur 200 et 400 mètres nage libre et sur le relais 4 x 100 mètres nage libre, aux championnats d'Afrique 2018 à Alger.
Aux championnats d'Afrique 2022 à Tunis, il obtient la médaille d'argent sur 4 × 200 mètres nage libre.